# 88-я стрелковая дивизия (1-го формирования)
88-я стрелковая дивизия — воинское соединение Вооружённых Сил СССР в Великой Отечественной войне.
Сокращённое наименование — 88 сд.

## История
Сформирована 1 сентября 1939 года, согласно приказу НКО СССР № 00597 от 23 августа 1939 года, на основе расквартированного в Архангельске 41-го стрелкового полка 14-й стрелковой дивизии.

### 88-я стрелковая в Советско-финской войне
Развёрнутая в Архангельске, согласно директиве Главного Командования от 11 сентября 1939 года усилена артполком РГК из ЛВО и двумя батареями БР-2 из состава МВО. Располагалась батальонами и дивизионами в горле Белого моря, на мысе Воронов, в районе Лиходеевки, Инцевской, Мезени, Мудьюга, Патрикеевской. Один стрелковый полк с артдивизионом занимал сам г. Архангельск. В задачу 88-й стрелковой дивизии входило: прикрывать входы в Архангельский и Северодвинский (Молотовский) порт, побережье на участке Архангельска, Кянда и в районе Онеги.
А. В. Невский, 758-й стрелковый полк:

31 декабря полк вышел на станцию Обозерская, там мы погрузились в вагоны и поехали в Архангельск. Новый год встретили на марше. Как раз в это время установились морозы в 47 — 50 °С. В Архангельске наш полк был погружён на пароход «Сухона». Поскольку Белое море замёрзло, то продвигались мы очень медленно и высадились в 20 км от г. Кемь. Оттуда полк перебросили в Кандалакшу, а затем в Куолоярви, в район боевых действий.

88-я стрелковая дивизия отправлена морем для участия в военном походе в составе 9-й армии. Из-за сложности перевозки на морских судах преобразована в новый тип лёгкой моторизованной дивизии. Состояла из двух трёхбатальонных стрелковых полков с 45-мм и 76-мм артиллерией, артполка (24 гаубицы 122-мм), танкового батальона, сапёрного батальона и батальона связи. Включённая в состав 9-й армии, вместе со 122-й стрелковой дивизией участвовала в советско-финской войне. В период с 1 по 8 марта получила пополнение из батальонов сформированных в КОВО.
К концу советско-финской войны должна была войти в особый корпус 9-й армии и продолжать поход в составе ударной группировки на кемиярвинском направлении. Начало наступления на Кемиярви было назначено на 15 — 17 марта. В связи с окончанием войны была отведена обратно в Архангельск.

### На Карельском фронте: 1941—1942
С 11.08.1941 по 17.03.1942 вела боевые действия на Северном, а после его разделения на Ленинградский и Карельский, на Карельском фронте в составе 14-й армии. 12.08.1941 вошла в состав Кемской опергруппы.
На 22.06.1941 дислоцировалась в Архангельске и Онеге, охраняя морское побережье.
В ночь на 9.08.1941 командующим войсками АрхВО получен приказ из ставки Верховного Главного командования о переброске 88-й стрелковой дивизии в район ст. Лоухи — Боярская Кировской железной дороги.
Морским путём отправлены: с пристани Онега — 1-й и 2-й батальоны 758-го стрелкового полка, с пристани Архангельск — 3-й батальон 426-го стрелкового полка, с пристани Северодвинск (Молотовск) — 1-й батальон 426 стрелкового полка, с пристани Беломорск (Пертоминский) — 2-й батальон 426 стрелкового полка, с пристани Поной — 3-й батальон 758 стрелкового полка и 4-я, 6-я батареи 401-го ЛАП, с пристани Мезень — 1-й батальон 611-го стрелкового полка.
В железнодорожных эшелонах перевозились в район Лоухи: 147-й ОРБ, 221-й ОСБ, 2-й и 3-й батальоны 611 стрелкового полка, 184-й автотранспортный батальон, 221-й отдельный батальон связи, 377-й ОЗАД, 269-й отдельный истребительный противотанковый дивизион, 288-й МСБ — со ст. Архангельск и 401-й ЛАП — со ст. Вонгуда. Последний эшелон отошёл от ст. Архангельск 11.08.1941 в 17 часов 45 минут. Сосредоточение частей дивизии на ст. Лоухи продолжалось до 15.08.1941. Всего прибыло к месту назначения 13 419 человек при полном вооружении и снаряжении, положенном по штату, в основном первого-второго и частично третьего года службы.
Г. К. Жуков:

В апреле 1941 года для стрелковых войск был введён штат военного времени. По штатам военного времени дивизии надлежало иметь около 14 с половиной тысяч человек, 78 полевых орудий, 54 противотанковые 45-мм пушки, 12 зенитных орудий, 66 миномётов калибра 82-120 мм, 16 лёгких танков, 13 бронемашин, более 3 тысяч лошадей.

Переброска дивизии примечательна тем, что ветка Сорокская — Обозерская ещё не была сдана в эксплуатацию, по ней до эшелонов дивизии двигался только подвижный состав железнодорожных рабочих. Можно говорить о том, что прибытие этой дивизии спасло от захвата станции и соответственно от блокады Кировской железной дороги на этом участке.
11.08.1941 221-й ОБС выгрузился на 12 км дороги и приступил к прокладке телефонного пути. Штаб дивизии со средствами разведки и управления прибыл на ст. Лоухи. Прямо с колёс на передовую ушёл 147-й отдельный разведбат и на 34 км пути Лоухи — Кестеньга вступил в бой с частями финской бригады. В течение последующих двух суток продолжалось сосредоточение, подходивших подразделений дивизии. 14.08.1941 — прибыл 2-й и 3-й батальон 611-го стрелкового полка, 426-й стрелковый полк и медсанбат. 15.08.1941 подошли части, передвигавшиеся из Архангельска по морскому пути.
В результате наступления 88-й стрелковой дивизии на Кестеньгском направлении за период ведения боевых действий до её переименования в 23-ю Гвардейскую стрелковую дивизию, противник был отброшен с большими для него потерями от главной магистрали Мурманск — Ленинград (Кировской железной дороги) с 34 на 49 км.

### Первый этап: август — сентябрь
8.08.1941 Мурманская стрелковая бригада под командованием полковника М. Г. Гривнина оставила посёлок Кестеньга. Финско-немецкие части прочно заняли этот рубеж. Основные силы бригады находились в окружении, а тыловые подразделения отчаянно сражались на 34 км дороги Лоухи — Кестеньга.
С 9.08.1941 по 14.08.1941 шли упорные оборонительные бои, 6-й и 7-й пехотный полки боевой группы СС «Норд» (SS-Kampfgruppe «Nord», в сентябре 1942 г. группа переформирована в 6-ю горную дивизию СС «Норд») совместно с 14-м, 53-м и 12-м пехотными полками 1-й, 3-й и 6-й дивизий финнов активно продвигались к ст. Лоухи. Противник занял район безымянного озера к югу от озера Еловое до аэродрома. 147-й ОРБ 88-й стрелковой дивизии выступил в качестве подкрепления 242-го стрелкового полка 104-й стрелковой дивизии, входящего в состав Мурманской бригады. После неудачной попытки атаки 147-й ОРБ занял западную окраину военного городка на 34 км дороги, удерживая противника совместно с автобронетанковой и танковой ротой.
13.08.1941 269-й ОАД расположился у залива Грязный. 3-я сапёрная рота 222-го ОСБ в эту же ночь проложила колонные пути до озера Нюкки. 1-й батальон 758-го стрелкового полка занял круговую оборону в районе 24-го км, а второй батальон оборонял юго-западный мост через это озеро. Взвод истребителей 1-го батальона 758-го стрелкового полка выступил в направлении Пингосальма. Мотострелковая рота и другие подразделения на перешейке озёр Еловое и Большое Северное прочищали местность от мелких групп противника.
14.08.1941 426-й стрелковый полк оборонялся на востоке южнее озера Лебедево. 3-й батальон 426-го стрелкового полка и танковая рота освободили дорогу от противника. 3-я батарея 401-го ЛАП разместилась в районе перешейка Васкозера и озера Лебедева и прикрывала огнём 426-й стрелковый полк. 2-й и 3-й батальоны 611-го стрелкового полка сосредоточились в районе горы Калгувара. Рота разведки перерезала дорогу в дефиле озёр Васкозеро и Лебедева. На 16-м км дороги Лоухи — Кестеньга был развёрнут 288-й МСБ. 222-й ОСБ сосредоточился в районе деревни Парфеево, где 2-я сапёрная рота устраивала переправу. 1-я сапёрная рота была отправлена на ст. Лоухи. 337-й ОЗАД занял оборону 1,5 км западнее ст. Лоухи и к северу от совхоза Нивстрой. 758-й стрелковый полк, соединившись с 1-м батальоном, двигался на Пингосальма с 19 км дороги Лоухи — Кестеньга по бездорожью лесом и болотами, и на следующий день вступил в бой с противником у деревни Лохивара.
15.08.1941 на командный пункт выехал командир дивизии Зеленцов. Там его уже ждал полковник Гривнин. Он предупредил комдива о том, что их местонахождение вычислено немецкой разведкой. Немецкая авиация обстреливала шоссе Лоухи — Кестеньга и бомбила ст. Лоухи. Бомбардировка с воздуха шла и в районах расположения частей дивизии. Приказ о наступлении ждали под шквальным огнём на всех оборонительных рубежах Кестеньгского направления. Дорога до запасного командного пункта отнимала 20 минут. Командиры вошли в блиндаж рассекреченного КП. Приказ Зеленцов успел передать. В 14 часов прямым попаданием авиабомбы в блиндаж были убиты генерал-майор Зеленцов и полковник Гривнин.
426-й и 758-й стрелковые полки получили приказ уничтожить противника южнее озера Еловое и в деревне Лохивара. 16.08.1941 426-й стрелковый полк без 7-й роты с 1-м батальоном 401-го ЛАП, 2-м и 3-м батальонами продвинулся на юг от озера безымянного и вышел на линию железной дороги. 758-й стрелковый полк с 4-й стрелковой ротой 426-го стрелкового полка и ротой 222-го ОСБ, с полковой артиллерией и миномётами, после артподготовки и атаки выбили противника из деревни Лохивара. 611-й стрелковый полк без одного батальона со 2-м батальоном 401-го ЛАП перешёл в наступление через перешеек между озёрами Большое Северное и Еловое, но не справился с натиском противника и отошёл на заранее подготовленные позиции. Одновременно с ними 1-й батальон 611-го стрелкового полка южным берегом озера безымянное вышел к отметке 122. 377-й ОЗАД одной бригадой занял опорный пункт в районе железнодорожной станции на 29 км, а одной батареей прикрывал станцию Лоухи. 17.08.1941 758-й стрелковый полк, захватив Лохивара и Лох-губа, 1-м и 2-м батальонами начал сосредотачиваться в районе отметки 217,8, оставив 3-й батальон для прикрытия на прежнем месте.
Так начался боевой путь 88-й стрелковой дивизии на Карельском фронте. Необходимо заметить, что доставлялись боеприпасы и продукты лишь по воде из Парфеево к Пингосальма. Никакие другие передвижения обозов к частям дивизии успеха не имели и заканчивались плачевно.
18.08.1941 14-й пехотный полк противника прорвался к 34 км дороги Лоухи — Кестеньга, до 21.08.1941 Мурманская стрелковая бригада продолжала отбивать его атаки. В районе южнее озера Большое Лаги-Ярви 611-й и 426-й стрелковые полки окружили и разбили 12-й финский пехотный полк. 23.08.1941 части 88-й стрелковой дивизии перешли к обороне на рубеже 5 км северо-западнее горы Ганкашвара. Позиции частей оставались на прежней отметке до 02.09.1941. В ночь на 4.09.1941 наступление началось в районе юго-западнее Большого северного озера. 5.09.1941 дивизия двумя стрелковыми полками вышла на рубеж 1 км безымянного озера у дороги в 3 км от озера Верхнее Чёрное. 3-й сапёрный полк наступал в направлении горы Ганкашвара. 426-й стрелковый полк преследовал немецкие части вдоль минированной дороги Пингосальма — Лохивара. В результате было захвачено 2 танка, 4 орудия 122-мм, 2 орудия 76-мм, 6 противотанковых пушек, большое количество боеприпасов и вооружения. На юго-западном направлении за последующие два дня частями 88-й стрелковой дивизии захвачено 11 станковых и 43 ручных пулемёта, 3 орудия 37-мм, 3 орудия 75-мм, 3 орудия 45-мм, 4 крупнокалиберных пулемёта и 834 винтовки.
7.09.1941 Мурманская стрелковая бригада окружила до батальона противника на юго-восточном берегу безымянного озера у дороги Лоухи — Кестеньга. Основные части 88-й стрелковой дивизии с боем продвигались и к 2 часам этого дня основными силами вышли на рубеж 10 км северо-восточнее Кестеньги и далее на восток 3 км. Утром 8.09.1941 была занята гора Ганкашвара. Трофеи с захваченной горы представляли собой 6 орудий, 3 миномёта, 2 радиостанции и склад с боеприпасами. 9.09.1941 частью сил Мурманской стрелковой бригады была перерезана дорога Лоухи — Кестеньга от северо-западного берега безымянного озера к югу от Верхнего Чёрного озера до восточного берега озера Ярош-Ярви. В это же время 88-я стрелковая дивизия вышла на рубеж 3 км юго-восточнее озера Ярош-Ярви и на южные скаты горы Ганкашвара. Преодолевая серьёзные заграждения (минные поля и завалы) продолжала теснить 3-ю немецкую пехотную дивизию на запад.
11.09.1941 88-я стрелковая дивизия, преодолев сопротивление противника и его заграждения, вышла фронтом в район безымянного озера и восточного берега озера Большое Логи-Ярви, продвинувшись в западном направлении на 1,5 км. 12.09.1941 дивизия вышла на рубеж дорога Лоухи — Кестеньга 7 км северо-восточнее Кестеньги. 14.09.1941, преодолевая заграждения и упорное сопротивление, вышла на рубеж перешеек между безымянным озером в 2-х км юго-западнее Верхнего Чёрного озера и озера Ярош-Ярви, заняла юго-западный берег озера Ярош-Ярви и изгиб дороги Лоухи — Кестеньга к югу от озера Ярош-Ярви до Лох-Губы.
30.09.1941 88-я стрелковая дивизия удерживала оборону на рубеже западного берега озера Верхнее Чёрное, на западных скатах горы Ганкашвара, 3 км западнее Лохивары.
За период с августа по конец сентября в процессе боёв понесла большие потери, убитыми и ранеными — 9371 человек.

### Второй этап: октябрь — декабрь
Из журнала 88-й советской стрелковой дивизии о боевых действиях в ноябре 1941 года:
Бойцы и командиры 426-го сп проявили исключительное мужество в боях 1 ноября. Остатки 3-го батальона и одна рота 1-го батальона вышли из окружения, в течение 7 дней ведя тяжёлые бои. Артиллеристы полка подбили 7 вражеских танков. 1-я, 2-я роты и 2-й батальон продолжают вести бои в окружении. Только от огня 2-й стрелковой роты противник понёс потери до 500 чел.
Большое упорство проявили бойцы 2-й стрелковой роты 611-го сп, в течение 4-х дней находились в окружении, отбили 10 атак более чем в пять раз превосходящего противника. Рота уничтожила до 300 фашистов и 40 лошадей из обоза. Рота вышла из окружения, соединилась с 426 полком и прибыла к дивизии. Вышли из окружения 28 чел., но несмотря на это, всё вооружение вынесено.
По данным пленных и наблюдению, общие потери противника с 1 по 18 ноября — до 10 тысяч убитыми и ранеными.

Вести активные боевые действия дивизия начала 20.10.1941, до этого времени укрепляла позиции и выполняла разведывательную работу. Бой у деревни Зашеек, где 53-й финский пехотный полк противника был разбит на части ударом с фронта и тыла, и практически уничтожен (от полка осталось чуть более 200 человек), послужил поводом к возобновлению боевого противостояния на Кестеньгском направлении.
В ночь с 31.10.1941 на 1.11.1941 после трёхчасовой артподготовки 6-й и 7-й полки дивизии СС, 14-й и 53-й финские полки повели наступление. Немецкое командование выставило перед фронтом дивизии дополнительно 13-й немецкий отдельный пулемётный батальон и до 400 финских партизан. Группа противника порвала проводную связь 758-го стрелкового полка и к вечеру заняла восточную окраину деревни Лохивара и Лох-губа. Первыми с ними вступили в бой сапёры 222-го ОСБ. На помощь им бросили 5-ю стрелковую роту 758-го стрелкового полка, роту 611-го стрелкового полка и два взвода пограничников. 1.11.1941 Противник прорвался в стыке между 611-м и 426-м стрелковыми полками с направления высоты «Огурец» на высоту «Фигурная». Между 611-м и 426-м прошло до 2-х батальонов 12-го и 14-го пехотных полков финнов, и до одного батальона немцев 9-го пехотного полка. Приходилось вести бои с прорывающимися группами противника и с наступавшим с фронта 9-м пехотным полком.2.11.1941 противник двумя ротами вышел в 800 метрах западнее командного пункта дивизии, а остальными прорвавшимися силами перерезал дорогу в 2,5 км восточнее озера Вара-ярви, отрезав путь связи и подвоза к 426-му стрелковому полку и 401 ЛАП. Половина деревни Окунева губа была сожжена, а половина занята частями противника. Сожжена дотла и деревня Сенозеро. Перед фронтом 2-го и 3-го батальонов 758 стрелкового полка вёлся сильный огонь. Немецкие части укрепившиеся юго-восточнее озера Топ-озеро под сильным воздействием огня артиллерии, отошли по направлению Ламбаш-губа. 3.11.1941 частью сил 53-го пехотного полка и 2-го батальона 12-го пехотного полка финнов противник пытался выйти на коммуникацию Пингосальма — Лохивара. 4.11.1941 пятнадцатью танками в районе восточной оконечности озера Ярош-ярви у моста через ручей противником был атакован 426-й стрелковый полк. На 42 км дороги Лоухи — Кестеньга бои вели рота строительного батальона, дившкола, разведрота и отряд сформированный из прибывшего пополнения. 611-й стрелковый полк правым флангом занял высоту «Фигурная», а левым — район северо-восточнее двух безымянных озёр. В течение трёх суток с юга юго-западной оконечности озера Большое Лаги-ярви противник наступал и каждый раз 758-й стрелковый полк отбивал все атаки, не отойдя ни на шаг от занимаемых рубежей. Батарея 401-го ЛАП была окружена восточнее деревни Лохивара. Авиация противника бомбила боевые порядки наших частей и 34 км железной дороги Лоухи — Кестеньга. Для усиления обороны на 34 км прибыли курсы младших лейтенантов резерва Кемской опергруппы. 6-й пехотный полк дивизии «Норд» наступал от Верхнего Чёрного озера до района севернее высоты «Огурец», а 426-й стрелковый полк первым и вторым батальоном отступал перед ним вдоль шоссе на восток.
6.11.1941 6, 7 и 14 пехотные полки окружили подразделения 426-го стрелкового полка и 401-й ЛАП, перерезав пути подвоза боеприпасов и продовольствия. В течение всего дня 88-я стрелковая дивизия вела упорные оборонительные бои с противником, атакующим силою шести пехотных полков. К исходу дня она продолжала занимать прежнее положение, не сдавая позиций. 7.11.1941 группировка, прорвавшаяся в стык 611-го и 426-го стрелковых полков была отброшена на 45 км дороги Лоухи — Кестеньга. В этот же день рота противника обходом с юга полностью заняла деревню Лох-губа на острове озера Большое Лаги-ярви. 9.11.1941 1-й и 2-й батальон 426-го стрелкового полка продолжали вести бой в окружении, имея боеприпасы на походе и совсем не имея продовольствия. В течение нескольких дней бойцы пытались прорвать окружение. Выйти из окружения смогли только 275 человек, остальные погибли или попали в плен. 401-й ЛАП постигла та же участь. 10.11.1941 611-й стрелковый полк овладел южными скатами высоты «Фигурная». Противник частично уничтожен, а частично бежал на высоту, с которой вёл 18-ю станковыми пулемётами сильный артпулемётный и миномётный огонь по расположению наших частей. В то же самое время 758-й стрелковый полк удерживал части противника на островах озера Большое Лаги-ярви. 12.11.1941 противник в районе отметки 143,5 занял дорогу Пингосальма — Лохивара. 14.11.1941 немецкая авиация группой в 20 самолётов уже бомбила дорогу Кестеньга — Лоухи на 13 км и аэродром. 15.11.1941 противник третьим батальоном 7-го пехотного полка немцев занял гору Няу-вара. Но уже 16.11.1941 отдельный отряд 88-й стрелковой дивизии атаковал северные скаты высоты Няу-вара и к исходу дня разбил третий батальон и занял высоту.
Из записей начальника штаба дивизии подполковника С. П. Перкова
16 ноября 1941 г. Бои несколько затихли, противник поставленную задачу не выполнил, весь наступательный порыв у него иссяк… Пленные показывают, что настолько велики потери, что вообразить нельзя. В ротах из 180 человек осталось максимум 50, а в большинстве — только 30".
20.11.1941 88-я стрелковая дивизия совместно с 186-й стрелковой дивизией готовились к наступлению. В течение дня вёлся артиллерийский огонь вплоть до командного пункта командира дивизии. На шоссе перед 290-м стрелковым полком 186-й стрелковой дивизии в обе стороны непрерывно двигались вражеские танки. Противник оттягивал части на левый фланг для выхода на дорогу Пингосальма — Лохивара. В район Ламбаш губа подходили резервы группами по 50-70 человек с обозом и танками. Наша задача состояла в том, чтобы нанести удар из района железной дороги в развилке безымянных ручьёв в северо-западном направлении, атакуя высоту «Фигурная» с юго-запада, а остальными силами сковать противника с фронта, и во взаимодействии с частями 186-й стрелковой дивизии уничтожить группировку противника в районе севера железной дороги, отрезав пути отхода противнику на запад.
В результате операции 7.12.1941 611-й стрелковый полк занимал район от северных скатов высоты «Фигурная» до железнодорожного полотна, 758-й стрелковый полк от отметки 217.8, северный берег озера Большое Лаги-ярви до западных берегов безымянного озера в 2 км севернее восточного и северного берега озера Большое Лаги-ярви. 426-й стрелковый полк встал в междуозерье Верхнего Чёрного озера и озера Вара-ярви, правым флангом у восточной оконечности озера Вара-ярви к югу от шоссе в 100 метрах восточнее безымянного ручья. Части дивизии, закончив смену частей 186-й стрелковой дивизии, 8.12.1941 заняли оборону на участке от Верхнее Чёрное озеро — высота "Фигурная — восточнее высоты Ганкашвара — озеро Большое Лаги-ярви и далее на юг.
Приданные 88-й стрелковой дивизии подразделения и частично 186-я стрелковая дивизия к 16.12.1941 были погружены в железнодорожные эшелоны и отправлены на новое место дислокации для выполнения следующей боевой задачи.

### Третий этап: январь — март
В течение третьего этапа военных действий 88-я стрелковая дивизия вела позиционную войну на Карельском фронте. Именно в это время нашими частями стала широко применяться разведка боем. Ей придавалось огромное значение в ходе боевых действий (январь — февраль). Кроме того, по обе стороны фронта активно разворачивается пропаганда (листовки, плакаты, радиопередачи через громкоговорители), периодически ведётся мощный огонь по переднему краю обороны.
17.03.1942 года приказом НКО СССР № 78 «За проявленную отвагу в боях с немецкими захватчиками, стойкость и мужество, дисциплинированность и героизм личного состава» преобразована в 23-ю гвардейскую стрелковую дивизию.

## Подчинение
| Дата            | Фронт (округ)               | Армия                      | Корпус (группа) | Примечания |
| --------------- | --------------------------- | -------------------------- | --------------- | ---------- |
| 22.06.1941 года | Архангельский военный округ | -                          | -               | -          |
| 01.07.1941 года | Архангельский военный округ | -                          | -               | -          |
| 10.07.1941 года | Архангельский военный округ | -                          | -               | -          |
| 01.08.1941 года | Архангельский военный округ | -                          | -               | -          |
| 01.09.1941 года | Карельский фронт            | 14-я армия                 | -               | -          |
| 01.10.1941 года | Карельский фронт            | Кемская оперативная группа | -               | -          |
| 01.11.1941 года | Карельский фронт            | Кемская оперативная группа | -               | -          |
| 01.12.1941 года | Карельский фронт            | Кемская оперативная группа | -               | -          |
| 01.01.1942 года | Карельский фронт            | Кемская оперативная группа | -               | -          |
| 01.02.1942 года | Карельский фронт            | Кемская оперативная группа | -               | -          |
| 01.03.1942 года | Карельский фронт            | Кемская оперативная группа | -               | -          |

## Состав
на 23.12.1939:
- 426-й стрелковый полк
- 273-й горно-стрелковый полк (с 8.01.1940)
- 758-й стрелковый полк (с 3.03.1940)
- 396-й гаубичный артиллерийский полк
- 222-й отдельный сапёрный батальон
- 221-й отдельный батальон связи
- 502-й отдельный танковый батальон
- 288-й медико-санитарный батальон
- 226-я автотранспортный батальон
- 150-я отдельная ремонтно-восстановительная рота
- 269-й отдельный дивизион ПТО
- 147-й отдельный разведывательный батальон
- 154-й полевой автохлебозавод

на 22.06.1941:
- 426-й стрелковый полк
- 611-й стрелковый полк
- 758-й стрелковый полк
- 401-й лёгкий артиллерийский полк
- 385-й гаубичный артиллерийский полк
- 269-й отдельный истребительно-противотанковый дивизион
- 337-й отдельный зенитный артиллерийский дивизион
- 368-й миномётный дивизион (с 16.10.1941)
- 147-й отдельный разведывательный батальон
- 222-й сапёрный батальон
- 221-й отдельный батальон связи
- 288-й медико-санитарный батальон
- 128-я отдельная рота химической защиты
- 184-й отдельный автотранспортный батальон
- 154-й полевой автохлебозавод
- 189-я полевая авторемонтная мастерская
- 191-я полевая почтовая станция
- 373-я полевая касса Госбанка[1]

## Командование дивизии

### Командиры дивизии
- Егоров, Павел Григорьевич (08.1939 — 14.06.1940), комбриг, с 4.06.1940 генерал-майор);
- Зеленцов, Андрей Иванович (14.06.1940 — 15.08.1941), генерал-майор (погиб 15.08.1941[2]);
- Паниткин, Дмитрий Фёдорович (16.08.1941 — 28.08.1941), полковник;
- Соловьёв, Владимир Александрович (29.08.1941 — 17.03.1942), полковник[3].

### Заместители командира дивизии по строевой части
- Ковалевский, Аркадий Макарович (??.03.1941 — 25.06.1941), полковник.

### Военные комиссары
- Фёдоров (08.1939 — 03.1941), полковой комиссар;
- Башкатов Михаил Фёдорович (08.04.1941 — 13.11.1941), бригадный комиссар;
- Михайлов Григорий Васильевич (13.11.1941 — 17.03.1942), старший батальонный комиссар[4].

### Начальники штаба
- Перков, Степан Павлович (09.1939 — 17.03.1942), майор, с 1940 г. подполковник, с 1942 г. полковник.

### Начальники политотдела
- Мартынов Антон Михайлович (25.02.1941 — 06.10.1941), полковой комиссар;
- Драгунов Владимир Васильевич (06.10.1941 — 17.03.1942), старший батальонный комиссар[4].

### Командиры полков
758-й стрелковый полк
- Щербатенко С. И., полковник

426-й стрелковый полк
- Седов Б. В., подполковник, сентябрь 1939 — август 1941
- Дрычкин Д. М., капитан/майор, сентябрь 1941 — март 1942

611-й стрелковый полк
- Павлюченков А. А., майор, июль 1941 — март 1942

## Отличившиеся воины
| Награда | Ф. И.О                   | Должность                                                   | Звание       | Дата награждения | Примечания |
| ------- | ------------------------ | ----------------------------------------------------------- | ------------ | ---------------- | --- |
|         | Лузан Фёдор Афанасьевич  | радист взвода связи 2-го батальона 758-го стрелкового полка | Ефрейтор     | 22.02.1943       | посмертно, 24.11.1941 вызвал огонь артиллерии на себя и подорвал себя гранатой вместе со вражескими солдатами |
|         | Родионов Михаил Егорович | пулемётчик 426-го стрелкового полка                         | Красноармеец | 22.02.1943       | погиб 7 ноября 1941 года                                                                                      |

## Память
- Именем дивизии названа центральная улица п. Лоухи
- Именем дивизии названа улица в Архангельске

## Интересные факты
- 6.09.1941 года 758-й стрелковый полк в бою на северных скатах горы Ганкашвара, оказался окружённым противником, со всех сторон. Полк находился под сильным огнём двух батальонов с большим количеством пулемётов, миномётов и автоматов на открытой местности. В результате чего был вынужден зарыться в землю.
- 14.09.1941 года командир дивизии доложил начальнику Генерального штаба, что за всё время боёв «сдавшихся в плен врагу командиров, политработников, младшего и рядового состава в частях дивизии нет». При этом, в дивизии, на момент её прибытия на фронт, числились 547 красноармейцев — этнических немцев.

## Глазами современников
- Малицкий М. И., 3 сентября 1941 год:

При наступлении немецкие части обычно широко используют имеющуюся на вооружении технику всех видов. Атака подготовляется и проводится прежде всего с расчётом на сильное моральное подавление обороняющихся. Артиллерийская подготовка заключается в ведении подвижного огня скачками в 100—150 метров. Такое прочёсывание ведётся на глубину 3-4 километров, повторяется несколько раз и заканчивается новым налётом на передний край обороны. Группы самолётов поэшелонно бомбят длительное время тот или иной участок. Фашисты непрерывно пикируют один за другим и одновременно стреляют из пулемётов, чаще всего по таким целям, от которых не ожидают сопротивления (автомашины, лошади, отдельные люди). Атаку немцы проводят плотной группировкой на узком фронте, стремясь прорвать оборону на стыках (расчёт на её малую глубину), а затем произвести охват или обход.
Финны придерживаются других методов. Они редко наступают на хорошо организованную оборону, а предпочитают осторожно продвигаться там, где сопротивление слабее. Наступление финнов на организованную оборону легко ликвидируется с большими для них потерями. Наоборот, в обороне белофинны сильнее немцев. В общем, методы наступательных действий белофинских частей сводятся к медленному, но надёжному обеспечению за собой местности. Обычно, занимая какой-нибудь район, финны стараются сразу его укрепить. Быстро появляются окопы, блиндажи, огневые точки, проволока, мины. Затем разведка выискивает новый свободный промежуток. Так происходит медленное, но иногда глубокое просачивание. Своевременно выявленное просачивание может быть успешно ликвидировано, если враг будет вовремя отрезан от своих частей, для чего не обязательны действия в лоб. Финны весьма чувствительны к ударам по их тылу. Кстати, тыл финнов из-за недостатка машин строится преимущественно на использовании коня. Такова в общих чертах разница в действии немцев и финнов на Северном фронте.

- Интервью финского офицера, «Norrbottens-Kuriren» 10 december 1941:

Признаю высокие боевые качества русских солдат. Наступающие на нашем участке фронта советские части действуют умело, особенно в лесах, умело преодолевая бездорожье Севера. Советские укрепления расположены обычно очень искусно. Русские — стойкие и смелые воины. Немцам особенно достаётся от советских патрулей. Сведения военного характера у советских военнопленных получить невозможно. Говоря о взаимоотношениях между немцами и финнами, могу сказать, что немцы обычно посылают финнов в разведку и для выполнения фланговых операций. Наши потери чувствительны. Я впервые за войну попал в отпуск и с грустью наблюдаю нищету населения в тылу. Мы на фронте, по крайней мере, имеем хоть кусок хлеба.

- Сийласвуо Я. Ф., 6 марта 1942 год:

В последнее время замечал, что финские офицеры очень часто критикуют военные действия немецких войск на нашей территории и результаты этих действий. Нередко офицеры осуждают немцев в присутствии солдат, делая это с насмешками. Приказываю соблюдать крепкую дисциплину и ограничить обсуждение действий немецких частей. Прекратить критику действий немецких войск в присутствии солдат.